# Liguilla Pre-Libertadores de América de 1990
La Liguilla Pre-Libertadores de América de 1990 fue la decimosexta edición del Torneo Liguilla Pre-Libertadores de América, correspondiente a la temporada 1990 del fútbol uruguayo. El torneo se disputó durante enero de 1991.
La función del torneo era encontrar a los equipos clasificados para la próxima edición de la Copa Libertadores de América. Por segunda vez en la historia, el campeón fue Nacional.

## Participantes
Los clasificados fueron los 5 mejor posicionados del Uruguayo 1990, sumados a Wanderers, clasificado como campeón del Torneo Competencia de ese año.

## Sistema de disputa
Tal cual era tradicional, el torneo se disputaba en el verano del año siguiente al campeonato uruguayo correspondiente, enfrentándose 6 equipos todos contra todos a una única rueda, disputándose todos los partidos en el Estadio Centenario en horario preferentemente nocturno.
El campeón del evento obtenía la clasificación a la Libertadores de ese año, así como también el segundo posicionado; con la excepción de que si el campeón uruguayo no lograba la clasificación, tenía derecho a un partido de repesca ante el referido segundo posicionado de la Liguilla.
En esta edición, Racing y Peñarol obtuvieron el mismo puntaje, lo que forzó a un partido de desempate por la obtención del segundo puesto. Finalmente fue Racing quien obtuvo la victoria 1 a 0, quedándose con la segunda posición.

## Desarrollo

### Posiciones
| Puesto | Equipo               | Pts | PJ | PG | PE | PP | GF | GC | Dif |
| ------ | -------------------- | --- | -- | -- | -- | -- | -- | -- | --- |
| 1°     | Nacional             | 8   | 5  | 3  | 2  | 0  | 14 | 5  | 9   |
| 2°     | Peñarol              | 7   | 5  | 3  | 1  | 1  | 7  | 4  | 3   |
| 2°     | Racing               | 7   | 5  | 3  | 1  | 1  | 4  | 7  | -3  |
| 4°     | Montevideo Wanderers | 4   | 5  | 2  | 0  | 3  | 6  | 6  | 0   |
| 5°     | Bella Vista          | 3   | 5  | 1  | 1  | 3  | 5  | 10 | -5  |
| 6°     | Central Español      | 1   | 5  | 0  | 1  | 4  | 4  | 8  | -4  |

|  | Campeón. Clasifica a la Copa Libertadores 1991.                           |
|  | Desempatan por el segundo puesto.                                         |
|  | Accede al partido por la segunda clasificación, por ser campeón uruguayo. |

| Uruguay                                     |
| Campeón Liguilla 1990 Nacional 2.do título. |

### Desempate por el segundo puesto
| 29 de enero de 1991 | Racing      | 1:0 | Peñarol | Estadio Centenario, Montevideo |                         |
|                     | Aguerre 52' |     |         | Árbitro(s): Julio Matto        | Árbitro(s): Julio Matto |

### Repesca para el campeón uruguayo
Como Bella Vista no clasificó a la Copa, tiene derecho a un partido de repesca ante el segundo clasificado, Racing.
| 31 de enero de 1991 | Bella Vista | 0:0 (4:1 p.) | Racing | Estadio Centenario, Montevideo                             |  |
|                     |             |              |        | Asistencia: 4.000 espectadores Árbitro(s): Ernesto Filippi |  |

## Clasificados a laCopa Libertadores 1991
- Nacional (como campeón de la Liguilla)
- Bella Vista (ganador de la repesca para el campeón Uruguayo)